# Wilton Manors
Wilton Manors – miasto w Stanach Zjednoczonych, w stanie Floryda, w hrabstwie Broward.